# 1991–1992-es magyar férfi vízilabda-bajnokság (másodosztály)
Az 1991–1992-es magyar férfi másodosztályú vízilabda-bajnokságban tíz csapat indult el, a csapatok két kört játszottak.

## Tabella
| #   | Csapat                | M  | Gy | D | V  | G+  | G-  | P  |
| --- | --------------------- | -- | -- | - | -- | --- | --- | -- |
| 1.  | EVIG-Ceglédi VSE      | 18 | 14 | 1 | 3  | 213 | 149 | 29 |
| 2.  | Tatabányai SC         | 18 | 11 | 5 | 2  | 204 | 177 | 27 |
| 3.  | MAFC-Capital          | 18 | 9  | 4 | 5  | 205 | 175 | 22 |
| 4.  | Szentesi Vasutas SC   | 18 | 9  | 2 | 7  | 209 | 196 | 20 |
| 5.  | Kecskeméti VSC        | 18 | 9  | 1 | 8  | 155 | 145 | 19 |
| 6.  | Egri Vízmű            | 18 | 6  | 2 | 10 | 181 | 187 | 14 |
| 7.  | Bánki Donát FSE       | 18 | 5  | 4 | 9  | 174 | 189 | 14 |
| 8.  | Ybl Miklós FSE        | 18 | 5  | 2 | 11 | 151 | 187 | 12 |
| 9.  | Tipográfia TE         | 18 | 5  | 2 | 11 | 179 | 232 | 12 |
| 10. | Hódmezővásárhelyi VSC | 18 | 4  | 3 | 11 | 174 | 208 | 11 |

* M: Mérkőzés Gy: Győzelem D: Döntetlen V: Vereség G+: Dobott gól G-: Kapott gól P: Pont
Bajnokcsapat játékosai:Józsa Zoltán; Pintér Ferenc; Bóbis Károly; Bíró Zoltán; Csendes István; Domány László; Hasznos István;
Hovanecz Csaba; Kiss Sándor; Lakatos Tamás; Németh Ferenc; Opra István; Szemes Pál; Tóth József; Ungvári Imre; Varga József;